# David Smith (tirador)
David Smith   (10 d'abril de 1880 - Johannesburg, 15 d'agost de 1945) va ser un tirador, escocès de naixement, que va competir sota bandera sud-africana a començaments del segle xx.
El 1920 va prendre part en els Jocs Olímpics d'Anvers, on disputà cinc proves del programa de tir. Guanyà la medalla de plata en la competició de rifle militar, 600 metres equips. En les altres proves destaca la cinquena posició en la de rifle militar 300 i 600 metres, bocaterrosa per equips i la vuitena en la de rifle militar 300 metres, bocaterrosa per equips com a millors resultats.
Quatre anys més tard, als Jocs de París, disputà dues proves del programa de tir. El millor resultat fou la novena posició en la prova de rifle lliure per equips.